# Salmův palác
Salmův palác patří mezi nejvýznamnější a také největší palácové stavby v historickém jádru městské památkové rezervace v Olomouci. Nárožní palác na Horním náměstí v ústí dvou obchodních ulic, jehož definitivní podoba vznikla koncem 18. století,  je zapsán na seznamu chráněných kulturních památek.

## Historie
Velká barokní budova  stojí na místě tří dřívějších samostatných domů, v písemných pramenech připomínaných od roku 1531. V jednom z domů s přídomkem U zlatého stromu byla v roce 1619 umístěna stavovská mincovna. Domy kolem roku 1640 zakoupil hrabě Julius Salm, moravský zemský hejtman. V roce 1641 byly vyňaty z městské jurisdikce a zaneseny do zemských desek.  Salm započal s jejich postupnou přestavbou a spojil je do jednoho většího domu. Podle  záznamů z městského archivu z roku 1653 byl z milosti císaře osvobozen  od placení městských dávek. Po smrti Julia Salma pokračoval ve výstavbě jeho syn Ferdinand Julius Salm, královský soudce a zemský komoří. Nový palác byl dokončen instalací portálu v roce 1687. Palác byl v držení rodu Salmů více než sto let. V roce 1709 byl poškozen při velkém požáru a v letech 1727–1728 proběhla významná přestavba objektu v barokním stylu. Bylo upraveno průčelí s bohatou reliéfní štukovou výzdobou v prvním patře. V roce 1785 byla v přízemí zřízena kavárna, ve které se setkávaly významné olomoucké osobnosti. Kavárna byla v provozu pod různými majiteli více než 100 let, zanikla roku 1895. V roce 1791 dům koupil zednický mistr Jan (Johann) Freywald, který započal s jeho přestavbou. Upravil třetí patro na obytné a na budově vztyčil mohutnou mansardovou střechu (zrušena po požáru v roce 1906). Zadlužil se a v roce 1811 musel dům prodat. V roce 1886 se majitelem stalo město Olomouc.
Ve 20. století byla existence paláce několikrát ohrožena. V letech 1911–1912 chtěla německá část zastupitelstva postavit na jeho místě německý národní dům. Po roce 1918 byly v budově zřízeny kanceláře městského úřadu a místo po kavárně získala městská spořitelna. V roce 1929 firma Baťa uvažovala o stavbě nového obchodního domu v Olomouci a podle jednoho návrhu měla Salmův palác nahradit moderní výšková budova. K větším stavebním úpravám došlo v  letech 1952–1954. Během nich došlo ke zřícení  části klenby v přízemí a objevily se úvahy o demolici celého domu, které se úsilím památkářů podařilo zabránit. Pro své památkové hodnoty byla v roce 1958 stavba prohlášena nemovitou kulturní památkou. Přízemí bylo využíváno k obchodním účelům, v ostatních prostorách byly kanceláře městského úřadu.
V souvislosti s výstavbou nové administrativní budovy pro potřeby Olomouckého magistrátu počátkem 21. století bylo rozhodnuto o prodeji Salmova paláce. V roce 2006 se jeho majitelem stala soukromá firma, která v roce 2011  přistoupila k rozsáhlé rekonstrukci. Byly upraveny vnější fasády, které získaly barevnost z doby baroka, a zastřešen dvůr, přičemž byla použita ocelová konstrukce se skleněnými výplněmi. V přízemí byly ponechány komerční prostory,  nadzemní podlaží byla přestavěna, nově zde vznikly administrativní prostory přístupné výtahem a centrálním schodištěm. Během rekonstrukce interiérů byly v prvním patře objeveny pozdně barokní malby.

## Popis

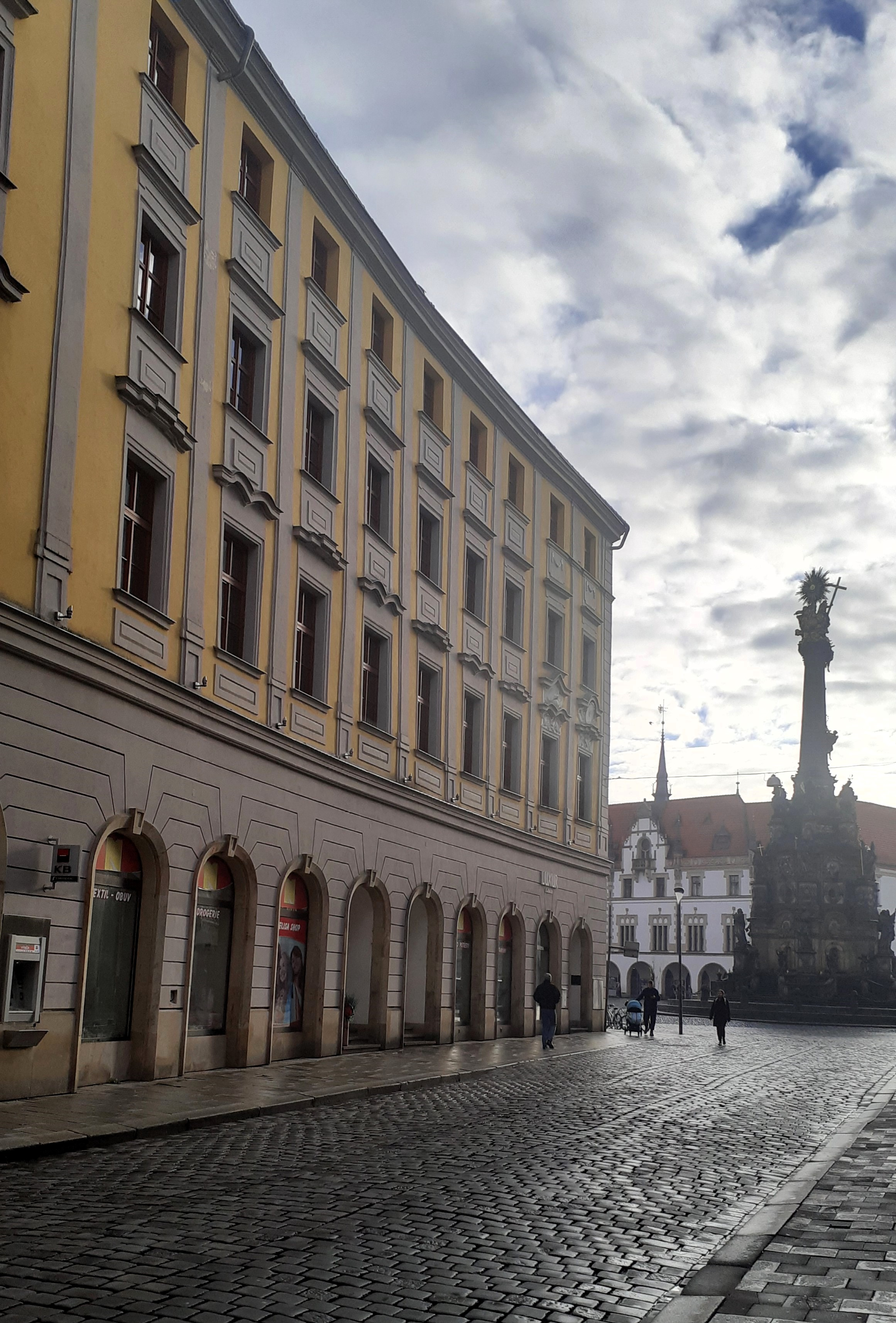
boční křídlo do Riegrovy ulice (vpravo sloup sv. Trojice, za ním budova radnice)

Palác je obrácen hlavním průčelím do  Horního náměstí a bočními křídly směřuje do ulic 28. října a Riegrovy.  Zadní zalomené křídlo uzavírá novodobě zastřešený dvůr nepravidelného půdorysu. Trojpatrová nárožní budova má 8 okenních os obrácených do náměstí, 11 do Riegrovy ulice a 14 do ul. 28. října.  Obdélná okna  se v jednotlivých patrech liší výškou a architektonickým ztvárněním. V přízemí, které je upraveno pro obchodní jednotky,  jsou prolomeny výkladce se zaoblenými záklenky připomínající podloubí. Horní fasáda  je členěna vysokým pilastrovým řádem, který je zvýrazněn dvoubarevným provedením omítky. Základní šedou barvu doplňuje okrová, průčelí je oživeno bíle provedenými medailony nad okny. Okna v prvním patře mají bohatě profilované frontony. Jejich štukovou výzdobu tvoří různé vojenské motivy (zbraně, helmy, uťaté hlavy) a akantové rozviliny.
Hlavní vstup je zvýrazněn barokním kamenným portálem a balkonem. Raně barokní portál vytvořil kameník Lorenz Seeger z Tovačova. Skládá se  ze tří korintských sloupů, postavených na podstavci zdobeném diamantováním, nesoucím dvakrát odstupňované kladí, na němž je posazen balkon s kovovým profilovaným zábradlím, který je s interiérem propojen dvěma  francouzskými okny. Ze vstupní haly je přístup do vyšších pater monumentálním trojramenným schodištěm po levé straně. Dvorní fasády jsou jednoduché hladké.